# Grahns konfektyr
Grahns konfektyr är en godistillverkare i Skövde.

## Historik
Grahns konfektyr grundades 1949 av Philip Grahn och var inledningsvis en lokal polkagristillverkare. Företaget övertogs senare av sonen Sune Grahn som gjorde produktionen mer industriell.
Sune Grahn utvecklade även produkten hockeysnus, som snart fick heta hockeypulver. Grahns sålde senare hockeypulver och företagets karamelltillverkning till nya ägare, som bildade företaget Tottegott för denna verksamhet.
År 2007 köptes fabriken av Jesper Lööw och Ola Brewitz som båda jobbat där sedan 1990-talet. De nya ägarna satsade på exportmarknaden och 2010 gick 35 procent av produktionen till export.
En konsolidering av godistillverkarna i Skövde inleddes 2011 när Grahns, Tottegott och Sunes smått och gott bildade det gemensamma distributionsbolaget Candy Logistics. År 2013 köptes Sunes av Dals konfektyr i Bengtsfors.
I oktober 2016 meddelades det att Grahns skulle köpa Tottegott och dess två fabriker i Skövde och Falköping. Grahns gick därmed från en fabrik med 17 anställda och en omsättning på 50 miljoner kronor till tre fabriker med 55 anställda och 115 miljoner i omsättning. Genom köpet av Tottegott blev även Grahns åter företaget bakom hockeypulver. Man tog även över Tottegotts produktion av punschpraliner och blev snart Sveriges enda tillverkare av denna produkt.
Under 2018 samlokaliserades all produktion till en lokal vid Norra Aspelundsvägen bredvid Tottegotts gamla Skövdefabrik. Det innebar bland annat att man lämnade den butik på Rattvägen där Grahns funnits sedan 1990-talet och att man inte längre skulle ha en fabriksbutik.
År 2020 köptes produktionen av Bravokola från Fagerströms karamellfabrik i Hudiksvall. Bravokola hade ursprungligen lanserats på 1930-talet av Larsson & Söner i Freluga och hade ägts av Fagerströms sedan 2009. I övrigt satsade Grahns på att renodla sortimentet och fasa ut produkter som geléhallon som såldes i höga volymer till låg marginal.
I april 2021 sålde Lööw och Brewitz vidare företaget till Humble Group.